# Acmaeodera bryanti
Acmaeodera bryanti är en skalbaggsart som beskrevs av Van Dyke 1953. Acmaeodera bryanti ingår i släktet Acmaeodera och familjen praktbaggar. Inga underarter finns listade i Catalogue of Life.